# Cidadela de Pamplona

Planta da cidadela

A Cidadela de Pamplona (em castelhano: Ciudadela de Pamplona; em basco: Iruñeko zitadela ou Iruñeko Gotorlekua), também chamada de Castelo Novo (Castillo Nuevo; Gaztelu Berria) é uma fortificação renascentista militar construída entre os séculos XVI e XVII na cidade de Pamplona, a capital da Comunidade Foral de Navarra, Espanha. Atualmente grande parte da antiga fortaleza ainda está de pé, estando transformada num parque e espaço para atividades culturais.

## Construção
Filipe II ordenou a construção da cidadela em 1571, como parte de um plano de reforço das fortificações da cidade. O desenho foi encomendado ao engenheiro militar italiano Giácomo Palearo, alcunhado de El Fratin, tendo também participado no projeto o vice-rei de Navarra Vespasiano Gonzaga y Colonna. Foi idealizado um sistema defensivo de acordo com as teorias da Renascença italiana que tinham sido postas em prática pouco antes em Antuérpia, onde a cidadela foi projetada por Francesco Paciotto, que também desenhou a de Turim. O recinto tem uma planta em estrela de cinco pontas. Desde cada uma das pontas controlavam-se todos os ângulos de ataque possíveis. Duas das pontas estavam dirigidas para o interior da cidade, para controle da mesma, como consta dos documentos da época, onde o engenheiro Antonelli informa Filipe II em 1569: «Pamplona é agora mais fronteira que metrópole... deve ter um muito principal castelo, porque estando ainda fresca a memória do seu rei natural... todavia é necessário assegurar-se também com uma força, das suas vontades... A obra deverá servir para defender-se do perigo extrínseco, mas também intrínseco.» Convém não esquecer que a conquista de Navarra tinha acontecido recentemente, tendo-se registados episódios de tentativa de restauro da monarquia local com a participação ativa da população. Conforme narra Alicia Cámara na sua obra Muraria — «a cidadela deve ser entendida como uma forma de dominar a cidade da qual era possível esperar uma rebelião» e como o embaixador Contarini advertiu, «todos os deste reino têm ódio aos espanhóis e desejam que volte o seu rei natural João de Albret».
A fortaleza tem os seguintes baluartes: Santo Antão (San Antón), Real,  Danta Maria,  Santiago e Vitória. Pode considerar-se que as obras ficaram concluídas em 1645, embora em 1685 as defesas tenham sido reforçadas. Estes reforços foram baseados num projeto de Juan de Ledesma, seguindo o sistema poliorcético conhecido como "de Vauban" (Vauban foi o arquiteto militar francês que renovou a engenharia militar no tempo de Luís XIV de França). Foram construídas duas meias-luas entre os baluartes de Santiago e da Vitória (junto à porta da Taconera) e entre o de Santo Antão e o Real (junto à porta de São Nicolau). Além disso, nos lados situados entre os baluartes de Santiago, Santa Maria e Real, foram erigidas contraguardas que os rodeavam pelas duas frentes, melhorando a capacidade defensiva.

## Função como fortaleza

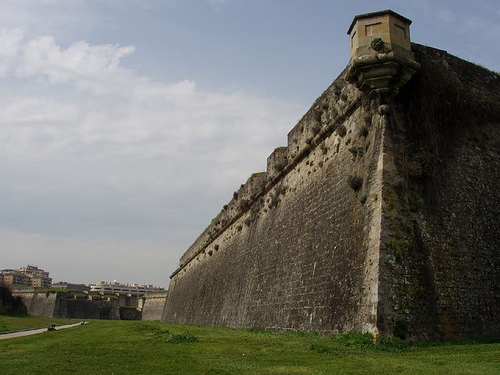

A cidadela de Pamplona nunca chegou a ser palco de episódios defensivos significativos. Poucas vezes foi sitiada, embora tenha sido tomada em mais do que uma ocasião. A 16 de fevereiro de 1808 foi tomada pelo exército francês de Napoleão comandado pelo general D'Armagnac, o qual, segundo o Tratado de Fontainebleau assinado por Carlos IV de Espanha, estava autorizado a atravessar Espanha para invadir Portugal. As tropas francesas entraram pacificamente em Pamplona a 9 de fevereiro pela porta de São Nicolau (situada no que é hoje o Segundo Ensanche, no cruzamento das ruas das Cortes de Navarra e de Santo Inácio). Os oficiais ficaram alojados nas casas dos nobres da cidade enquanto o rsto dos soldados, cerca de 4 000, aquartelaram-se em diversas zonas. A situação produziu alguma tensão, que originou uma contenda nas ruas que resultou na morte por esfaqueamento de um dos soldados. Num ambiente de hostilidade crescente, Napoleão ordenou a D´Armagnac que tomasse a cidadela, o que foi feito recorrendo a um estratagema: aproveitando um nevão, no dia 16 de fevereiro os soldados franceses aproximaram-se da cidadela brincando com bolas de neve, divertindo os defensores que os observavam; quando estavam perto, sacaram das armas que levavam escondidas e lograram entrar na cidadela. Estratagemas semelhantes foram usados pelas tropas napoleónicas na conquista de outras fortalezas e castelos realizadas posteriormente, como foram os casos da cidadela de Barcelona e o castelo de Montjuïc por Duhesme a 28 de fevereiro do mesmo ano, a cidadela de Figueres por Piat e o castelo da Mota, em São Sebastião.
Em 1823 os soldados liberais ofereceram maior resistência durante cinco meses ante o exército dos Cem Mil Filhos de São Luís. A intenção era sitiar a cidadela sem a tomar, para impedir a saída dos soldados, enquanto o resto do exército marchava por toda a Península Ibérica para restaurar o absolutismo. Posteriormente, a 3 de setembro iniciaram um bombardeamento que também afetou a cidade. As tropas da cidadela acabaram por se render a 16 de setembro, na sequência de outro bombardeamento.
Durante a Guerra Civil Espanhola ocorreram numerosos fuzilamentos junto à porta do Socorro, durante a dura repressão exercida sobre os republicanos em Navarra. Em 2007 foi ali colocada uma placa recordando esses eventos funestos, cujo texto, escrito em castelhano e basco, é o seguinte: «O ayuntamiento e a cidade de Pamplona como homenagem aos 298 munícipes fuzilados em 1936 por defender a liberdade e a justiça social».

## A cidadela na atualidade

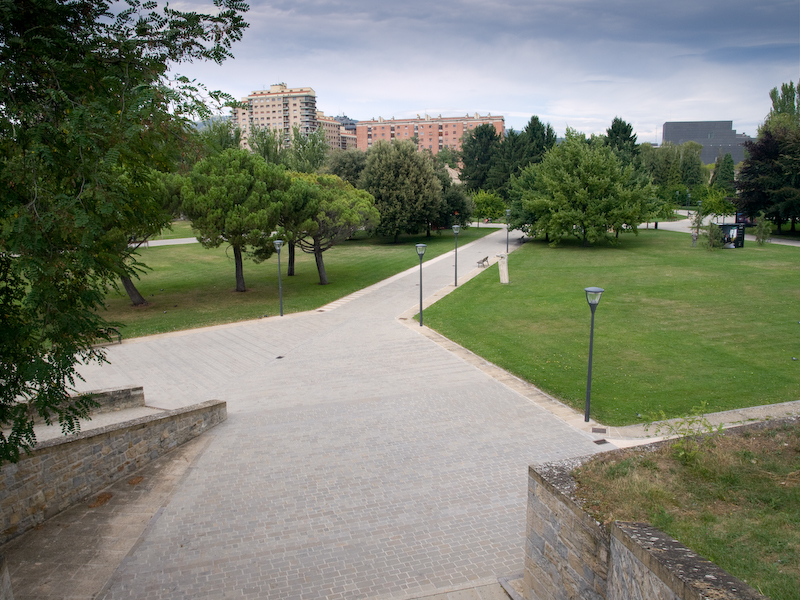
Parque da Cidadela

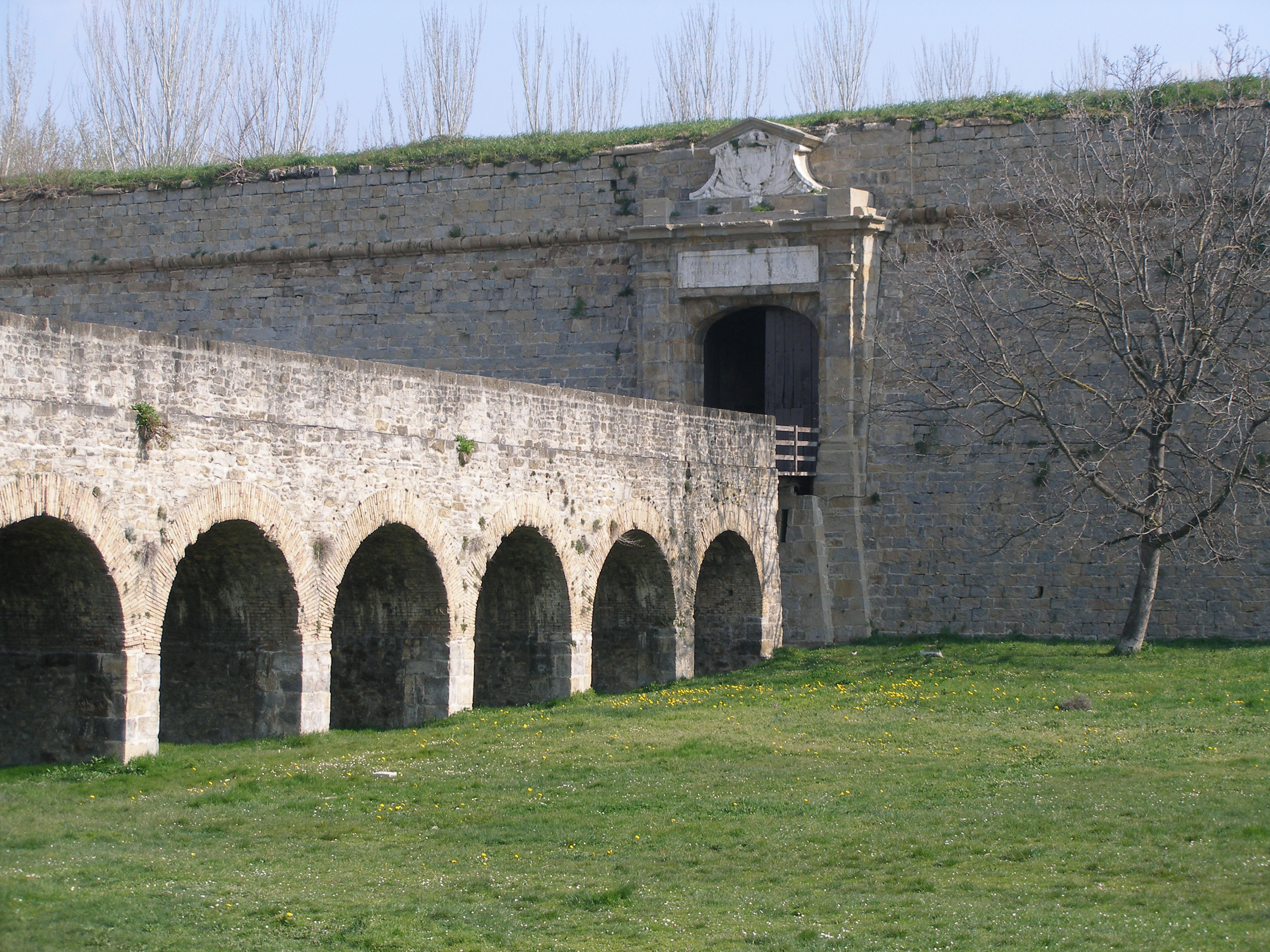
Uma das portas da cidadela

Em 1964 a fortaleza perdeu o seu carácter militar, convertendo-se num parque muito frequentado, sendo os antigos edifícios castrenses usados para fins culturais. No seu interior mantiveram-se alguns edifícios: o paiol de pólvora da autoria de Torelli, construído em 1694; o armazém de munições e explosivos, reformado em 1720 por Ignacio Sala; a Sala de Armas de 1725, da autoria de Jorge Próspero de Verboon que também desenhou a cidadela de Barcelona.
Atualmente a cidadela encontra-se no centro de Pamplona, rodeada a toda a volta pelo parque conhecido como "Volta do Castelo" (Vuelta del Castillo), a maior zoa verde da cidade, onde nada foi construído durante séculos por motivos de defesa. O conjunto histórico da cidadela, incluindo os espaços exteriores com uma superfície total de 275 840 m², foi oficialmente entregue à cidade em 23 de julho de 1966. Foram então ponderadas várias opções sobre qual deveria ser o uso daquele espaço, tendo-se realizado em 1971 uma consulta pública, que teve como resultado a manutenção da cidadela e dos terrenos adjacentes como zona verde com edifícios restaurados. Outras opções em discussão que foram rejeitadas eram criar exclusivamente uma zona verde, criar uma espécie de pequena cidade medieval no seu interior ou destiná-la a uso desportivo.
Em 1972 o Ayuntamiento propôs que nada fosse edificado nos terrenos do antigo quartel de Artilharia, situado junto à Rua anguas y Miranda, no extremo oriental da cidadela, onde hoje se situa o terminal rodoviário, a fim de preservae o espaço envolvente da cidadela. Foi também pedida a classificação de "Monumento Histórico-Artístico Nacional" para todo o conjunto, o que foi concedido pelo Decreto 332/1973 de 8 de fevereiro de 1973.
A cidadela foi um pentágono estrelado perfeito com cinco pontas, mas nos finais do século XIX e início do século XX foram parcialmente demolidos os baluartes de Santo Antão e da Vitória (os que apontavam para o interior da cidade), para permitir a construção do Primeiro Ensanche, com algumas moradias e novos quartéis extramuros, assim como a Avenida do Exército em 1971.
Sobre os restos do baluarte de Santo Antão foi construído o Palácio de Congressos e Auditório de Navarra, devido à sua localização conhecido como "Baluarte". No mesmo local foi também instalado o novo terminal rodoviário de Pamplona, uma construção subterrânea que se encontra debaixo do glacis (declive da fortaleza), inaugurada em novembro de 2007.